# Огненосные щелкуны
Огненосные щелкуны (лат. Pyrophorus) — тропический род жуков из семейства Щелкуны, характерной особенностью представителей которого является наличие органов свечения. Местное население называет этих жуков кукухо, кукуйо (исп. cucuyo), или кокуйо (исп. cocuyo). Наиболее известным видом является Pyrophorus noctilucus.

## Описание
Относительно крупные или средней величины жуки длиной 30 — 50 мм. В общем сходны по форме тела с обыкновенными щелкунами. Окраска коричневая, тёмно-коричневая. Усики пиловидные или нитевидные. Глаза большие.
Органы свечения представлены пузыревидными вздутиями воскового жёлтого цвета и находятся около задних углов верхней стороны переднеспинки. Также крупный светящийся орган находится на первом стерните брюшка. В основе свечения лежит реакция окисления люциферина при участии специфического фермента-люциферазы, а также АТФ и ионов магния. У личинок первых возрастов этих щелкунов органы свечения находятся в месте сочленения головы с грудью, а у старших возрастов добавляются «светящиеся» пятна вдоль боков тела. Куколки представителей этого рода также люминесцируют.

## Ареал
Представители рода распространены от южной части Мексики до юго-восточной Бразилии и Вест-Индии, также встречаются на Кубе. Некоторые виды могут встречаться на юге США — в Техасе и Флориде.

## Образ жизни
Личинки обитают в почве или в сооруженных ими туннелях в наружных слоях термитников. Являются активными хищниками и питаются другими насекомыми, которых они привлекают по ночам при помощи своего свечения.
Сами жуки ведут ночной образ жизни и являются фитофагами: питаются растениями и растительными разлагающимися останками. Взрослые жуки часто прилетают на источники искусственного света, даже на свечение от сигареты.

## Использование человеком
Альфред Брэм, например, упоминает данных щелкунов в своей классической «Жизни животных».
Первые европейцы, которые поселились в Южной Америке, освещали ими свои хижины. Ими же наполняли лампады перед иконами. Местные жители тех мест, путешествуя ночью через джунгли, и в наше время привязывают огненосных щелкунов к пальцам ног, чтобы освещать дорогу.
В конце XIX века эти жуки вошли в моду в Париже в виде вечерних украшений, названных «живые алмазы». Данная мода впервые возникла еще среди мексиканских женщин, которые украшали себя живыми жуками, которых клали в специальные тюлевые мешочки, прикалываемые к платьям. Также из них составляли ожерелья или украшали головные уборы для вечерних платьев.

## Виды
Род включает в себя по разным данным от 26 до примерно 100 видов. Внизу представлены некоторые из них.
- Pyrophorus ardens (Candéze, 1863)
- Pyrophorus arizonicus (Hyslop, 1918)
- Pyrophorus atlanticus (Hyslop, 1918)
- Pyrophorus brevicollis
- Pyrophorus candens
- Pyrophorus divergens
- Pyrophorus iluminans
- Pyrophorus indistinctus (Germain, 1841)
- Pyrophorus luminosus
- Pyrophorus lychniferus
- Pyrophorus noctilucus (Linnaeus, 1758)
- Pyrophorus nyctophanus
- Pyrophorus pellucens (Eschscholtz, 1829)
- Pyrophorus plagiophthalamus
- Pyrophorus physoderus (Germar, 1842)
- Pyrophorus punctatissimus
- Pyrophorus radians (Champion, 1895)
- Pyrophorus restinctus (Champion, 1896)
- Pyrophorus texanus (Hyslop, 1918)
- Pyrophorus vitticollis